# Зірки наук
Зірки наук або Нуджум-Ул-Улум — рукопис, створений в 1570 році під час правління султана  Алі Аділ Шаха I  в  Біджапурі (Індія). Являє собою збірник  індуїстських і  мусульманських (суфізм) вірувань, які в основному стосуються астрології і магії.
Єдина копія цього тексту була виконана близько ста років тому в тому ж Біджапурі і зараз також зберігається в  бібліотеці Честера Бітті в Дубліні (Ірландія).

## Опис

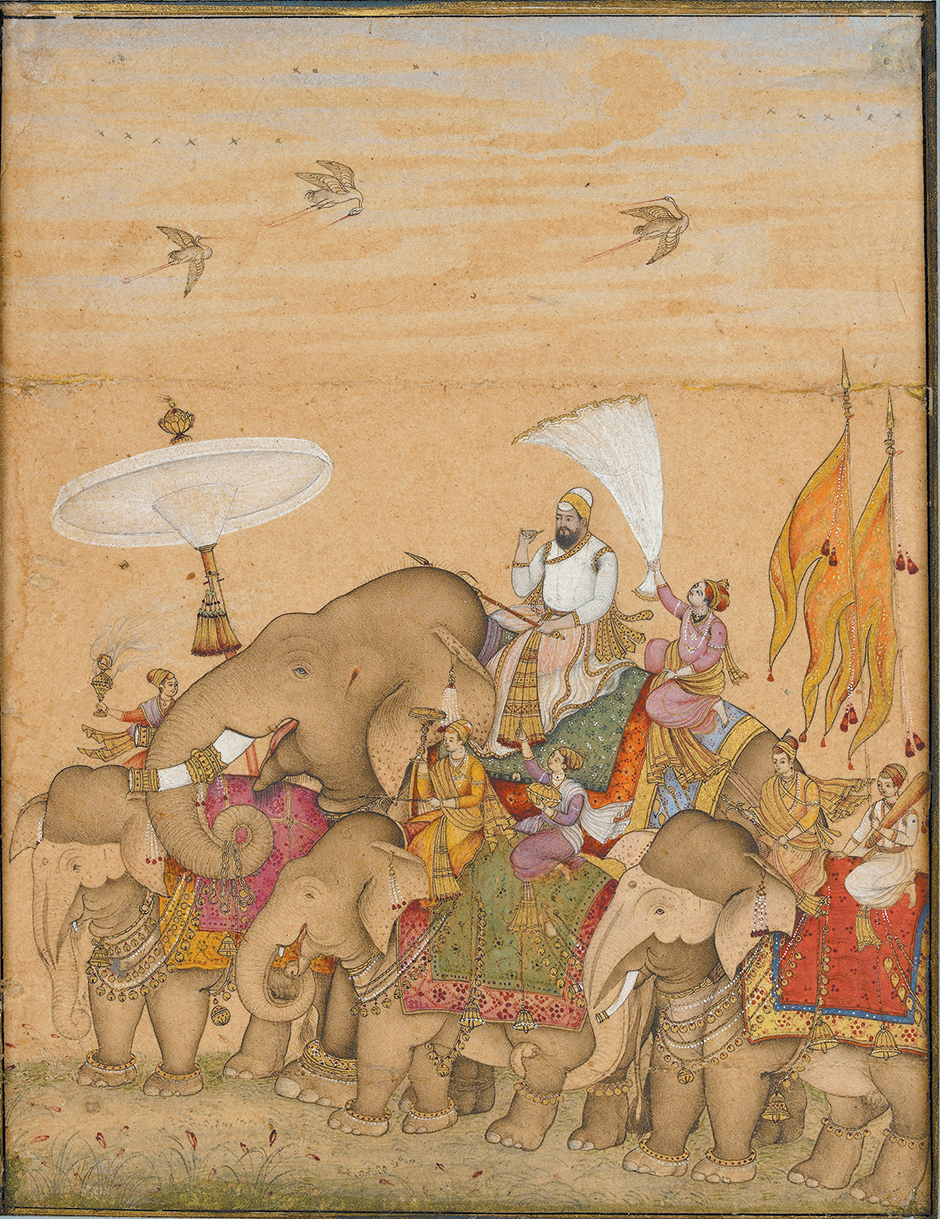
Султан Ібрагім II

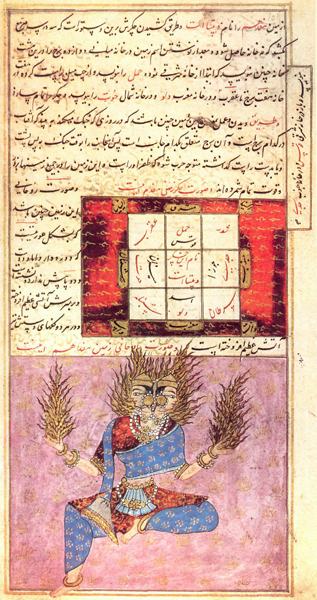
Сторінка з трактату

Рукопис було завершено 17 серпня 1570 року в  Биджапурі під час правління  Алі Аділ Шаха I . Помпезний і величний стиль написання дат і стиль живопису вказує на те, що або робота була замовлена самим  біджапурським султаном, або кимось із його придворних. Таке припущення ґрунтується на якості і кількості мініатюр із зображенням царя, широкому використанні золота і кількості художників, які працювали над рукописом, — усіма факторами, що можуть припускати королівське заступництво. Текст написаний невідомим придворним письменником. Існує думка (наприклад, в статті Емми Флатт), що автором збірки був сам Алі Аділ Шах I.
Розміри збірника 25,8 × 16 сантиметрів. Рукопис містить від 4 до понад 800 малюнків і мініатюр, в залежності від того, як рахувати ілюстрації. У збірнику представлені зображення сузір'я Андромеди (представлене жінкою),  Сонця в колісниці, сузір'я знака зодіаку  Лев з наксатрасамі («особняки Місяця») і відповідними  ступенями; Юпітер зображений як літній цар в процесії і правитель Всесвіту, що сидить на семиповерховому троні. Крім цього описані суфійські талісмани, магічні заклинання індуїстських богинь, гороскопи, деякі види зброї і тварин того регіону.

## Проникнення в Європу
Європейці дізналися про існування збірника в XVII столітті разом з подорожами  голландців по Деккану. Голландський мандрівний художник —  маньєрист Корнеліс Клаус Хеда, що побував в Биджапурі при дворі  Ібрагіма Аділ Шаха II  (бл. 1 571 — +1627; успадковував Алі Аділ Шаху I в 1580 році) так відгукнувся про нього в своїх нотатках:
 Ібрагім Аділ Шах II, який правив центральним індійським королівством Біджапур, був ерудованим вченим, лютнистом, поетом, співаком, каліграфом, майстром шахів і естет. Багато в чому він був індійською версією герцога Федеріко да Монтефельтро з Урбіно. Його можна порівняти з тосканськими поетами-принцами, які століттям раніше оздобили свої палаци майстернями.

Правління султана Ібрагіма сприяло розвитку художньої діяльності, залученню до двору художників і поетів  Туреччини,  Абіссінії і  Середньої Азії. Але голландський художник, безумовно, був самим екзотичним творцем, котрі побували при його дворі. Як тільки стало відомо, що європейський художник перетнув кордон, Ібрагім викликав його прямо в свою столицю.
 Коли я прийшов до двору, Цар, як великий любитель нашого мистецтва [живопису], дозволив мені пройти прямо до нього. Він запитав, яка я людина, і я описав йому все, що сталося зі мною. Король сказав, що він давно хотів мати живописця з нашої землі, і я був прийнятий з великою честю, за звичаєм землі Ібрагіма. 
Ймовірно, цей культурний обмін і посприяв тому, що європейці дізналися про існування даного трактату.